# 더그아웃

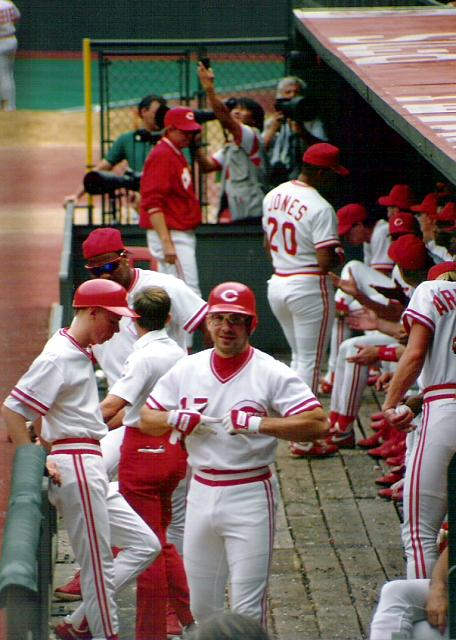
더그아웃의 모습.

더그아웃(Dugout)은 야구에서 파울 라인 밖에 있는 홈플레이트에서 1루 및 3루까지 거리와 같은 길이의 선수들의 대기 구역을 말한다. 야구 경기에서는 홈 팀과 어웨이 팀의 더그아웃이 있으며 일반적으로 더그아웃은 그라운드에 나오지 않는 선수나 코칭스태프가 대기하면서 작전을 구사하거나 휴식을 취하는 장소로 사용되며 방망이, 글러브, 헬멧, 포수 보호장구를 보관하는 장소로도 쓰인다.

## 같이 보기
- 불펜